# 馬渡和彰
馬渡 和彰（まわたり かずあき、1991年6月23日 - ）は、東京都世田谷区出身のプロサッカー選手。Jリーグ・松本山雅FC所属。ポジションはディフェンダー、ミッドフィールダー。

## 来歴

### プロ入り前
幼稚園からの友人たちがサッカーをやると言い出したことがきっかけで小学2年生の時にサッカーを始める。当時はサッカーと並行してバスケットボールもプレーした。その友人たちと世田谷区立三宿中学校でもサッカーを続けることを決めた。
三宿中学時代の戦績は世田谷区の新人戦で優勝した経験こそあるものの、最後の大会は世田谷区で二回戦敗退に終わる。馬渡自身は東京都の選抜チームに選ばれていたが、都内の有名なクラブチームの選手を含めた選抜のレベルの高さや周りに友人がいなかったことに嫌気が差し、頻繁に選抜の練習会を休んでいた。
当初は都内の高校に進学する予定であったが、中学時代の指導者のツテで市立船橋高校の練習に参加したことがきっかけとなり、セレクションに合格し進学を決める。
市立船橋高校2年次にレギュラーを獲得し、全国高校総体における流通経済大学付属柏高校との決勝は雨天中止となり全国優勝となった。第87回全国高校サッカー選手権大会にて登里享平擁する香川西高校に1-2で敗れ二回戦で敗退した。
最終学年の3年次はプリンスリーグ関東2部で3位になり、チームの1部昇格に貢献したが、全国高校総体千葉県予選準決勝では市立習志野高校に1-2で敗れ、第88回全国高校サッカー選手権千葉県大会準決勝でも総体予選同様に習志野高校に0-3で敗れ、総体と選手権共に全国出場を逃した。
東洋大学へ進学後は3年次に関東大学リーグ2部優勝を果たし自身もベストイレブンに選出される。4年次の1部リーグでは4アシストを記録しアシストランキング9位に入った。

### プロ入り後
2014年1月、ガイナーレ鳥取への加入が発表された。開幕からレギュラーに定着し、2年通算52試合に出場した。
2016年、ツエーゲン金沢へ移籍。
4月23日、明治安田生命J2リーグ第9節のFC岐阜戦で左膝蓋骨骨折をし、同月28日に手術を実施。怪我の影響もありリーグ戦出場は15試合に留まった
。
2017年、徳島ヴォルティスへ移籍。4月29日、明治安田生命J2リーグ第10節のジェフユナイテッド市原・千葉戦でボールパーソンに対して非紳士的な暴力行為を行い退場処分を受け、Jリーグ規律委員会より2試合の出場停止処分を受けた。またクラブからも謹慎及び減俸等の処分を受けた。リーグ開幕序盤は左サイドバックとしての先発が多かったが、徐々に右サイドバックへとシフトしていくようになった。
2018年、サンフレッチェ広島に完全移籍で加入。
開幕前の練習試合で得点を量産し、持ち前の攻撃力をアピールした。しかし堅守速攻をベースとしたチームの戦術と噛み合わず、リーグ戦出場4試合1得点、カップ戦出場9試合に留まった。
2019年シーズンより川崎フロンターレへの完全移籍が発表された。川崎では前年まで活躍したエウシーニョの穴埋めとして右SBでの活躍が期待された。負傷による欠場もあり十分な貢献ができなかったが、馬渡がリーグ戦で出場した13試合で負けたのは古巣の広島戦の1試合のみである。
2019年12月25日、湘南ベルマーレへ2021年1月31日までの期限付き移籍が発表された。
2020年12月25日、大宮アルディージャに完全移籍で加入することが発表された。大宮ではチームがJ2下位に低迷する中、リーグ戦41試合に出場し、7アシストを記録した。
2021年12月25日、浦和レッズに完全移籍で加入することが発表された。シーズン終了後に移籍するのはレンタル移籍を含め7年連続となる。
2024年1月7日、松本山雅FCに完全移籍で加入することが発表された。

## プレースタイル
身長175cmでありながらも「バスケットボールのリングをつかめる」ほどの高い跳躍力 を持ち、2017年度の徳島時代にJ2アシストランキングで3位の9アシストを記録した ように周囲との連動性を活かした攻撃志向のサイドバック。両サイドでのプレーが可能であり、またキック精度が高くフリーキックからの得点やコーナーキックを蹴ることもある。本人は「サイドバックは攻撃の起点」 と述べており、ゲームメーカーとしての自覚を持ち合わせている。また「サイドバックとしてのプレーに固執したくない」 とも述べている。サッカー専門新聞エル・ゴラッソにて日本代表を担当するサッカー評論家の河治良幸は馬渡を状況に応じて攻撃と守備の両方に回ることが可能な選手と評価している。

## 所属クラブ
- 三宿サッカー少年団
- 世田谷区立三宿中学校
- 市立船橋高校
- 東洋大学
- 2014年 - 2015年  ガイナーレ鳥取
- 2016年  ツエーゲン金沢
- 2017年  徳島ヴォルティス
- 2018年  サンフレッチェ広島
- 2019年 - 2020年  川崎フロンターレ
  - 2020年  湘南ベルマーレ（期限付き移籍）
- 2021年  大宮アルディージャ
- 2022年 - 2023年  浦和レッズ
- 2024年 -  松本山雅FC

## 個人成績
| 国内大会個人成績 | 国内大会個人成績 | 国内大会個人成績 | 国内大会個人成績 | 国内大会個人成績 | 国内大会個人成績 | 国内大会個人成績 | 国内大会個人成績 | 国内大会個人成績 | 国内大会個人成績 | 国内大会個人成績 | 国内大会個人成績 |
| 年度             | クラブ           | 背番号           | リーグ           | リーグ戦         | リーグ戦         | リーグ杯         | リーグ杯         | オープン杯       | オープン杯       | 期間通算         | 期間通算         |
| 年度             | クラブ           | 背番号           | リーグ           | 出場             | 得点             | 出場             | 得点             | 出場             | 得点             | 出場             | 得点             |
| 日本             | 日本             | 日本             | 日本             | リーグ戦         | リーグ戦         | リーグ杯         | リーグ杯         | 天皇杯           | 天皇杯           | 期間通算         | 期間通算         |
| ---------------- | ---------------- | ---------------- | ---------------- | ---------------- | ---------------- | ---------------- | ---------------- | ---------------- | ---------------- | ---------------- | ---------------- |
| 2014             | 鳥取             | 17               | J3               | 21               | 5                | -                | -                | 2                | 1                | 23               | 6                |
| 2015             | 鳥取             | 17               | J3               | 31               | 2                | -                | -                | 2                | 0                | 33               | 2                |
| 2016             | 金沢             | 23               | J2               | 15               | 1                | -                | -                | 2                | 0                | 17               | 1                |
| 2017             | 徳島             | 27               | J2               | 39               | 4                | -                | -                | 1                | 0                | 40               | 4                |
| 2018             | 広島             | 27               | J1               | 4                | 1                | 6                | 0                | 3                | 0                | 13               | 1                |
| 2019             | 川崎             | 17               | J1               | 13               | 1                | 3                | 0                | 2                | 0                | 18               | 1                |
| 2020             | 湘南             | 3                | J1               | 7                | 0                | 3                | 0                | -                | -                | 10               | 0                |
| 2021             | 大宮             | 8                | J2               | 41               | 2                | -                | -                | 0                | 0                | 41               | 2                |
| 2022             | 浦和             | 6                | J1               | 19               | 1                | 2                | 0                | 1                | 0                | 22               | 1                |
| 2023             | 浦和             | 6                | J1               | 3                | 0                | 4                | 0                | 1                | 0                | 8                | 0                |
| 2024             | 松本             | 7                | J3               | 18               | 0                | 0                | 0                | -                | -                | 18               | 0                |
| 2025             | 松本             | 7                | J3               |                  |                  |                  |                  |                  |                  |                  |                  |
| 通算             | 日本             | 日本             | J1               | 46               | 3                | 18               | 0                | 7                | 0                | 71               | 3                |
| 通算             | 日本             | 日本             | J2               | 95               | 7                | -                | -                | 3                | 0                | 98               | 7                |
| 通算             | 日本             | 日本             | J3               | 70               | 7                | -                | -                | 4                | 1                | 74               | 8                |
| 総通算           | 総通算           | 総通算           | 総通算           | 211              | 17               | 18               | 0                | 14               | 1                | 243              | 18               |

その他の公式戦
- 2016年
  - J2・J3入れ替え戦 2試合0得点
- 2019年
  - スーパーカップ 1試合0得点
- 2022年
  - スーパーカップ 1試合0得点

| 国際大会個人成績 | 国際大会個人成績 | 国際大会個人成績 | 国際大会個人成績 | 国際大会個人成績 |
| 年度             | クラブ           | 背番号           | 出場             | 得点             |
| AFC              | AFC              | AFC              | ACL              | ACL              |
| ---------------- | ---------------- | ---------------- | ---------------- | ---------------- |
| 2019             | 川崎             | 17               | 3                | 0                |
| 2022             | 浦和             | 6                | 6                | 1                |
| 通算             | AFC              | AFC              | 9                | 1                |

- Jリーグ初出場 - 2014年3月9日 J3第1節 グルージャ盛岡戦（とりぎんバードスタジアム）
- Jリーグ初得点 - 2014年4月13日 J3第6節 藤枝MYFC戦（藤枝総合運動公園サッカー場）

## タイトル

### クラブ
市立船橋高校
- 全国高等学校総合体育大会サッカー競技大会：1回（2008年）

東洋大学
- 関東大学サッカーリーグ戦2部：1回（2012年）

川崎フロンターレ
- Jリーグカップ：1回（2019年）
- FUJI XEROX SUPER CUP：1回（2019年）

浦和レッズ
- FUJIFILM SUPER CUP：1回（2022年）
- AFCチャンピオンズリーグ：1回（2022年）